# 두샤 포치카이
두샤 포치카이(Duša Počkaj, 1924년 11월 16일 ~ 1982년 6월 24일)는 슬로베니아의 배우이다. 보스얀 흐라드니크 감독 영화 《댄싱 인 더 레인》(Ples v dežju)으로 1961 유고슬라비아 영화제 골든 아레나 여우주연상을 수상했다.